# Тбилисо
«Пе́сня о Тбили́си» (груз. სიმღერა თბილისზე), также известная как «Тбилисо́» (груз. თბილისო) — одна из самых известных грузинских песен, неофициальный гимн Тбилиси.

## История
Мелодия была написана Ревазом Лагидзе на слова Петра Грузинского (позже был написан русский текст Михаилом Квалиашвили) для фильма посвящённому 1500-летию Тбилиси, вышедшего в 1959 году. Форма Тбилисо является звательным падежом от Тбилиси — обращение к городу.
В 1958 году первыми исполнителями «Песни о Тбилиси» стали сёстры Нази и Нателла Чапидзе в сопровождении хора и симфонического оркестра. Премьера в записи состоялась во время одного из футбольных матчей в Тбилиси. «Тбилисо» получил широкую популярность в Грузинской ССР.
В 1972 году песня была записана грузинским ВИА «Орэра» (солистка Нани Брегвадзе) и издана Всесоюзной фирмой грамзаписи «Мелодия» на пластинке «Искусство народов СССР. Музыка Грузии». Вышел фильм-концерт «Нас подружила Москва» на Центральном телевидении СССР, где прозвучала «Тбилисо» в исполнении ансамбля.
В 1974 году «Мелодия» выпустила диск-гигант с композициями «Орэра». Среди прочих, «Песня о Тбилиси» сразу стала всесоюзным шлягером.
«Тбилисо» является визитной карточкой Нани Брегвадзе и ВИА «Орэра», в также неофициальным гимном города Тбилиси.

## Факты
- Лейбл звукозаписи Parlophon Records в 1962 году выпустил пластинку британской джазовой певицы Джери Скотт. В одной из песен под названием «Stay with me» можно узнать англоязычную версию «Песни о Тбилиси». Среди авторов композиции числятся сама Джери Скотт, её соавтор и продюсер Иго Фишер, а также некий Асквис. Реваз Лагидзе в авторах композиции не значится. Имеется предположение, что певица могла взять мотив песни во время своего турне по СССР в 1961 году. «Stay with me» посвящена любимому мужчине. Семья Лагидзе и грузинская организация защиты авторских прав GMI Rights Management были намерены потребовать признания авторских прав на песню «Тбилисо» от Parlophon Records[4]. Глава GMI Rights Management Зураб Бежашвили заявил следующее[7]:Согласно Бернской конвенции и грузинскому законодательству, любая незаконная репродукция является нарушением. Но, помимо коммерческой части, важно и право имени... Тут мы уже имеем дело с нарушением нематериального права. И наша позиция заключается в том, чтобы этот вопрос был обязательно изучен, и чтобы это конкретное произведение Реваза Лагидзе было признано.
- По некоторым сведениям, «Песня о Тбилиси» прозвучала на Всесоюзном фестивале «Песня-76» в 1976 году, однако ЦТ СССР не сохранило полную запись фестиваля[8], других достоверных подтверждений не имеется. Также распространено ошибочное мнение, что Михаил Танич является автором русского текста песни.
- «Песня о Тбилиси» была частью репертуара эстрадного ансамбля «Почхонбо», солистка — Ким Гван Сук.

## Отрывки из песни
| Текст на грузинском языке: | Грузинский текст в русской транскрипции | Дословный перевод | Вольный перевод Михаила Квалиашвили |
| --- | --- | --- | --- |
| ნეტავ სად არის კიდევ ცა, უძიროდ ლურჯი, ხალასი, სწორედ ისეთი, როგორც შენია. ნაიარევი წარსული, ნანგრევი ნარიყალასი, ჭაღარასავით შემოგრჩენია. თბილისო — მზის და ვარდების მხარეო, უშენოდ — სიცოცხლეც არ მინდა, სად არის სხვაგან ახალი ვარაზი, სად არის ჭაღარა მთაწმინდა. ჩაივლი მტკვართან ხეივანს და გაზაფხულის მაყრები მეგებებიან მწვანე ჭადრები. აქ არ იმღერო, ძნელია, აქ ხომ ვერხვებიც მღერიან და ცაც ფირუზზე ლურჯი ფერია. | Нетав сад арис кидев ца, Удзирод лурджи халаси Сцоред исети рогорц шениа, Наиареви царсули, Нангреви нарикаласи, Чагарасавит шемогрчениа. Тбилисо, мзис да вардебис мхарео, Ушенод сицоцхлец ар минда, Сад арис схваган ахали варази, Сад арис чагара мтатцминда! Чаивли мтквартан хеиванс, Да газапкхулис макреби Мегебебиан мцване чадреби. Ак ар имгеро, дзнелия, Ак хом верхвебиц мгериян, Да цац пируззе лурджи перия. | Где небо всё бескрайнее И радостное, синее? Такое небо только над тобой! И словно шрам от прошлого Останки здесь разбросаны От Нарикалы — крепости седой. Солнца край, полный роз — Тбилиси! Не хочу без тебя никуда! Где ещё в другом месте есть Варази, И где есть седая Мтацминда? Аллеей вдоль Куры иду, Меня встречают все в цвету Платаны, словно вестники весны. Не петь здесь просто не могу, Поют ведь даже листья тут, И небосвод здесь ярче бирюзы. | Такой лазурный небосвод Сияет только над тобой, Тбилиси, мой любимый и родной. И Нарикала здесь стоит, Как память прошлых тяжких бед. Твою главу венчая сединой. Расцветай под солнцем, Грузия моя, Ты судьбу свою вновь обрела. Не найти в других краях таких красот, Без тебя и жизнь мне не мила. |